# Giuse Cận Đức Thần
Giuse Cận Đức Thần (1918 - 2002, tiếng trung:靳德辰, tiếng Anh:Joseph Jin De-chen) là một giám mục người Trung Quốc của Giáo hội Công giáo Rôma. Ông từng đảm nhận chức vị Giám mục chính tòa Giáo phận Nam Dương từ năm 1981 đến năm 1995. Tòa Thánh quyết định cho giám mục Cận hồi hưu, giám mục Phó Giuse Chu Bảo Ngọc làm giám mục Nam Dương thay thế ông.

## Tiểu sử
Giám mục Thần sinh năm 1918 tại Trung Quốc. Sau quá trình tìm hiểu về ơn gọi và một khoảng thời gian dài tu học, năm 1947, ông được thụ phong chức vị linh mục. Tòa Thánh bổ nhiệm linh mục Giuse Cận Đức Thần làm Giám mục Nam Dương, một giáo phận đã trống tòa đã 3 năm. Lễ tấn phong được cử hành trong năm 1981 cách bí mật bởi giám mục Giuliô Giả Trị Quốc. Chính quyền Trung Quốc cũng bổ nhiệm ông làm giám mục cùng địa phận ngày 15 tháng 3 năm 1993, và được tấn phong lại trong ngày.
Trợ giúp cho ông cai quản giáo phận có giám mục Phó Giuse Chu Bảo Ngọc (từ 1993). Năm 1995, Tòa Thánh chính thức công nhận giám mục Cận hồi hưu, giám mục Chu chính thức kế nhiệm chính tòa. Chính quyền Trung Quốc chỉ công nhận giám mục Chu làm giám mục chính tòa năm 2011, khi giám mục Chu đã được Tòa Thánh cho hồi hưu. Giám mục Cận qua đời ngày 21 tháng 11 năm 2002